# Amantis hainanensis
Amantis hainanensis är en bönsyrseart som beskrevs av Tinkham 1937. Amantis hainanensis ingår i släktet Amantis och familjen Mantidae. Inga underarter finns listade i Catalogue of Life.